# L'ultimo contratto
L'ultimo contratto (Grosse Pointe Blank) è un film commedia statunitense del 1997, diretto da George Armitage, con protagonisti John Cusack e Minnie Driver.
Nel 2000 i lettori della rivista statunitense Total Film hanno votato L'ultimo contratto come una delle migliori commedie di tutti i tempi, aggiudicandole il ventunesimo posto in classifica.

## Trama
Martin Q. Blank è un assassino di professione. È abbastanza cinico e distaccato dai sentimentalismi da riuscire facilmente nel suo lavoro. Tuttavia è insoddisfatto, ed è ossessionato nei sogni dalla sua ex ragazza, Debi, che ha lasciato il giorno del ballo scolastico di fine anno quando erano al liceo. Un giorno riceve un invito a partecipare alla riunione decennale con i vecchi compagni di scuola, alla quale in primo momento rifiuta di andare. La sua segretaria lo convince a partecipare alla rimpatriata ricordandogli che ha anche un lavoro da effettuare nei pressi di Grosse Pointe, la cittadina dove è cresciuto e ha frequentato le scuole.
Quando giunge a destinazione per prima cosa incontra Debi, ancora arrabbiata con lui per come è stata lasciata, ma è subito evidente che il sentimento è ancora vivo e si baciano, decidendo di andare insieme alla festa. Giunge la sera e alla festa si presenta anche un tizio che deve uccidere Martin perché ha ricevuto l'ordine di assassinare il "lavoro" del nostro protagonista. I due si appartano per lottare e Martin riesce ad eliminare il nemico. Debi assiste alla scena e lui le deve spiegare il suo reale mestiere.
La festa si conclude e nelle scene seguenti scopriamo che la persona che Martin deve uccidere è il padre di Debi. Altre persone a cui era stato assegnato l'incarico (colleghi dell'uomo ucciso alla festa) si presentano a casa della ragazza, e si accende una sparatoria. Martin riesce a salvare il padre della ragazza, e si ritira, per sempre, dal mestiere. Abbiamo un lieto fine, con la coppia nuovamente insieme e una nuova pace nella vita del protagonista.

## Colonna Sonora
Le musiche del film sono state scelte da Joe Strummer, il cantante dei Clash. La colonna sonora risulta molto ispirata alle sonorità anni ottanta, con molti pezzi punk rock, new wave e ska.

### Volume 1
1. "Blister in the Sun" (Violent Femmes) – 2:08
2. "Rudie Can't Fail" (The Clash) – 3:31
3. "Mirror In The Bathroom" (English Beat) – 3:09
4. "Under Pressure" (David Bowie and Queen) – 4:03
5. "I Can See Clearly Now" (Johnny Nash) – 2:46
6. "Live and Let Die" (Guns N' Roses) – 3:02
7. "We Care a Lot" (Faith No More) – 4:03
8. "Pressure Drop" (The Specials) – 4:18
9. "Absolute Beginners" (The Jam) – 2:50
10. "Armagideon Time" (The Clash) – 3:53
11. "El Matador" (Los Fabulosos Cadillacs) – 4:34
12. "Let My Love Open the Door (E. Cola Mix)" (Pete Townshend) – 4:58
13. "Blister 2000" (Violent Femmes) – 2:58

### Volume 2
1. "Rudi, a Message to You" (The Specials) – 2:53
2. "Cities in Dust" (Siouxsie & the Banshees) – 3:49
3. "The Killing Moon" (Echo & the Bunnymen) – 5:44
4. "Monkey Gone to Heaven" (Pixies) – 2:56
5. "Lorca's Novena" (The Pogues) – 4:35
6. "Go!" (Tones on Tail) – 2:32
7. "Let it Whip" (Dazz Band) – 4:24
8. "The Dominatrix Sleeps Tonight" (Dominatrix) – 3:40
9. "War Cry" (Joe Strummer) – 5:58
10. "White Lines (Don't Don't Do It)" (Grandmaster Flash & Melle Mel) – 7:24
11. "Take on Me" (a-ha) – 3:46
12. "You're Wondering Now" (The Specials) – 2:37

## Distribuzione

### Divieti
Negli Stati Uniti d'America la MPAA ha classificato il film come vietato ai minori di 17 anni non accompagnati da un adulto (R) per scene contenenti forte violenza, linguaggio e droga.